# Yungblud
Доминик Ричард Харисон (рођен 5. августа 1997. године), познатији као Yungblud, је енглески певач, текстописац и глумац. Његов деби ЕП, Yungblud, изашао је 19. јануара 2018. године. Деби албум, 21st Century Liability, избацио је 6. јула 2018. године, а његов други ЕП, The Underrated Youth, избачен је 18. октобра 2019. године.

## Детињство
Доминик Ричард Харисон је рођен 5. августа 1997. године у Донкастеру, Јоркшир, Енглеска, од оца Џастина и мајке Саманте Харисон. има две млађе сестре, Јесмиму и Изабелу Харисон. Његов деда, Рик Харисон, наступао је са бендом T. Rex у 1970им. Студирао је у Art Educational Schools, London и глумио је у опери "Emmerdale" и британској музичкој драми "The Lodge" пре него што је почео своју музичку каријеру. Доминик Харисон свира гитару, клавир, бубњеве и тамбуру. Харисон је дијагностикован са ADHD још у раној младости, што је проузроковало да буде проблематичан студент, и избачен из школе због изазова који му је поставио пријатељ.

## Каријера
2017-2018: Yungblud
7. априла 2017. године Харисон је објавио свој први сингл "King Charles", за који је телевизија Tenement означила као "протестна песма за обесправљење радничке класе" заједно са музичким спотом на Јутјуб-у. 15. септембра 2017. објавио је "I Love You, Will You Marry Me", објаснио је Трипл Џију да је песма "коментар корпоративних компанија које покушавају да зарађују новац од нечег драгоценог као што је љубав".  10. новембра 2017. објавио је „Tin Pan Boy “, песму о грађевинском пројекту на Тин Пан Алеји, месту музичког жаришта у Лондону, где је у јануару 2017. склопљен уговор о реновирању зграда у околини. 13. децембра 2017. објавио је музички видео на Јутјубу. 13. јануара 2018. Харисон је објавио свој први ЕП, Yungblud , на ЕП-у су се налазили претходно објављени синглови "King Charles, "I Love You, Will You Marry Me" и "Tin Pan Boy".
2018-2019: 21st Century Liability и The Underrated Youth
19. јануара 2018. из ЕП-а је објавио " Polygraph Eyes", песму о сексуалном насиљу над девојкама, након чега је изјавио: "Раније, када сам имао 14, излазио сам са лажним документима и видео како се пијане девојке враћају из ноћних клубова са момцима који нису били ни приближно пијани као оне. Нисам  схватао да је то погрешно док нисам одрастао, и док се нисам преселио у Лондон и сагледао свет из реалне перспективе." изјавио је и: "О томе треба говорити из мушке перспективе, да ублаже и разбију предрасуде оваквог менталитета момака, који је тако широко прихваћен." 20. фебруара 2018. објавио је текст песме за сингл. Од 12. до 30. марта 2018. подржао је Кристин Флај у њеној турнеји "Everywhere Is Somewhere". 14. марта 2018. објавио је музички видео за " Polygraph Eyes " на Јутјубу.  10. маја 2018. објавио је да ће „Tin Pan Boy“ и „Falling Skies “ бити у Нетфликс-овој популарној серији „13 Reasons Why“ сезона 2, који је 18. маја 2018. пуштен.  28. маја 2018. године је на Јутјубу за " Falling Skies " објавио видео, на којем су њега и Лавренц приказали на каучу са специјалним ефектима у позадини. 14. августа објавио је званични музички видео са Лавренцом на Јутјубу. Харисон је 6. јула објавио свој први албум, „21st Century Liability“. 10. августа објавио је седам акустичних верзија песама са албума, под називом Yungblud („Yungblud“).
17. јануара 2019. објавио је сингл "Loner", заједно са музичким спотом на Јутјубу. 14. фебруара 2019. Oбјавио је сингл "11 Minutes" са Халси и Тревисом Баркером, музички видео је премијерно представљен на Јутјубу 21. фебруара 2019.   Издао је свој први лајв албум Yungblud (Live in Atlanta) 22. марта 2019. 3. маја 2019. започео је турнеју "Don't Wanna Be a Loner", која је била сачињена углавном од фестивала, а завршава се 31. августа 2019.  "Parents", првобитно насловљени „Parents аin't аlways right", био је први сингл објављен за „The Underrated Youth“ ЕП.  Објављено је 24. маја 2019, а Јангблуд је описао као „почаст индивидуализму“, наводећи: „Најбољи сте судија када постанете најбољи. Не уклапајте се у замисао спољног света о томе ко бисте требали бити, јер то значи изгубити себе".  "I Think I'm Okay" објавили су 7. јуна 2019, а музички спот објављен је 14. јуна 2019. године.  23. јула 2019. присуствовао је премијери филма „Fast & Furious: Hobbs & Shaw“.  Харисон је 17. маја 2019. објавио да је издао стрип под називом "Twisted Tales of the Ritalin Club", на којем је радио годину дана пре најаве. 25. октобра 2019. године одговарао је на питања фановима, разговарао о предстојећим пројектима и потписао копије свог графичког романа.  Харисон и Ринолдс најавили су 21. октобра 2019. да ће наступити са „Original Me“ на „The Late Show with Stephen Colbert“.  31. октобра 2019. премијерно је представио музички видео, који је такође режирао Ендру Сандлер, за филм „Die a Little“ на Јутјубу, наводећи „схватање и прихватање мрачног дела вашег ума који покушава да изађе на површину“, „Људи који  не разумеју кроз шта пролазите покушаће да се умешају и генерализују оно што осећате. То се може завршити кад постану повређени као и ви. Овај видео је позив да озбиљно схватите ментално здравље." Песма се појавила као музика за трећу сезону серије „13 Reasons Why“.
У интервјуу за Capital FM, Blackbear је открио да је имао сарадњу са Харисоном и Маршмелом.  Откривено је да је сарадња била песма под називом "Tongue Tied", а најављено је да ће бити објављена 13. новембра. "Tongue Tied" је премијерно представљен 13. новембра уз музички спот.

2019-садашњица: пројекти који долазе
Дана 3. децембра 2019. године, Мат Шварц је на свом Инстаграм профилу објавио фотографије себе и Харисона, уз натпис у којем наводи да раде на другом студијском албуму у Шпанији. 21. јануара 2020. најавио је северноамеричку турнеју истоименог ЕП-а. Турнеја би требало да почне 12. априла 2020. и заврши 18. маја 2020. Хангаут фестивалом. Номинован је за четири награде НМЕ: „Најбољи британски соло наступ“, „Најбољи музички видео“ за „Original Me“, „Најбољи солистички акт на свету“ и „Најбоља сарадња“ такође за „Original Me“. Добитник је награде „Најбољи музички видео“ за „Original Me“. 4. марта 2020. Харисон је објавио да је отказао турнеју по Азији због коронавируса. Након што су му емисије отказане, за 72 сата, припремио је емисију „The YUNGBLUD Show“, тако да је још увек могао да одржава концерте за своје фанове. Његов менаџер, објавио је  снимак чланка на његовом инстаграм налогу, у којем пише да је све почело тако што му је Харисон рекао "хајде да направимо концерт уживо са мог телефона".

## Приватан живот
Доминик је признао за време једне емисије у разговору у фебруару 2020. године да је због пролажења кроз разне позитивне и негативне ситуације у 2019. години покушао да изврши самоубиство двапут.